# Pär Asp
Pär Asp född 14 augusti 1982, är en svensk före detta fotbollsspelare som har spelat i Allsvenskan för Gefle IF och IF Brommapojkarna. Hans fotbollskarriär inleddes i Kiruna FF och avslutades i Varbergs BoIS.

## Karriär
I november 2016 förlängde Asp sitt kontrakt i Varbergs BoIS med ett år. Efter säsongen 2017 beslutade han sig för att avsluta sin fotbollskarriär.